# BBC Тигр: Шпион джунглей
«Тигр: Шпион джунглей» — серия документальных передач о природе, запущенных BBC Television. Премьера сериала состоялась в 1995 году, и на сегодняшний день выпущено 22 спецвыпуска, большинство из которых состоит из нескольких эпизодов. Самые ранние программы были созданы собственными силами BBC Natural History Unit, но более поздние «Шпионы в ...» были сделаны независимым продюсером Джоном Даунером. Первые 18 спецвыпусков, вплоть до 2008 года, были рассказаны Дэвидом Аттенборо. «Белый медведь: шпион на льду» (2010), «Пингвины: шпион в толпе» (2013) и «Дельфины: шпион в стае» (2014) были рассказаны Дэвидом Теннантом.
Ведущие мировые кинематографисты встречаются с самыми харизматичными животными мира.

## История создания и трансляции
«Тигр: Шпион джунглей» всегда транслировался на BBC One. После пилотного выпуска «Белая акула: Правдивая история челюстей», переданного в 1995 году, в 1997 году в рамках празднования 40-й годовщины Natural History Unit была показана серия из шести дополнительных программ. Последующие выпуски были показаны периодически, как правило, в праздничные дни, чтобы привлечь семейную аудиторию. В 1997 году количество просмотров «Белого медведя: Арктического воина» достигло 9,5 млн человек.
Хотя животные, показанные в спецвыпусках, являются распространённым предметом документальных фильмов, «Тигр: Шпион джунглей» задействует новейшие техники съёмки и научные исследования, чтобы представить существ в новом свете, как описано в примерах ниже:
- Во время создания фильма «Белый медведь: Арктический воин» продюсер и оператор попали в ловушку на льдине на 20 часов, но им удалось запечатлеть первые кадры новорождённых детёнышей в берлоге.
- В эпизоде «Леопард: Агент тьмы» инфракрасные камеры используются для обнаружения ранее не задокументированных сцен ночной охоты дикой кошки на бабуинов.
- В серии «Орёл: Повелитель небес» используется аэрофотосъёмка, чтобы заснять драматические сцены с птицами, в том числе кадры, на которых они сбрасывают черепах с большой высоты, чтобы разбить их панцири. Пятнадцать из шестидесяти видов орлов всего мира были сняты для этой программы.
- Специально сконструированный дирижабль с дистанционным управлением использовался для съёмки горбатых китов с воздуха, когда они вынырнули, зачерпывая тысячи рыбёшек в пасти, для «Горбатый кит: Великан океана».
- «Львы: Шпион в логове» был первым спецвыпуском от независимой производственной компании. Создатели фильма от John Downer Productions использовали свой предыдущий опыт в таких новаторских фильмах, как «Фильм в полёте», для разработки ряда мобильных камер на дистанционном управлении. «Каменный валун» был замаскирован под камень и дал возможность впервые отснять материал внутри логова прайда. Эта техника была развита для более поздних спецвыпусков «Шпионов в ...» о слонах и медведях.
- Инновационная скоростная съёмка, рентгеновская визуализация и миниатюрные камеры, закреплённые на головах змей, уловили кадры нового и разоблачающего поведения в «Змея: Глазами змеи».
- Для спецвыпуска из двух частей «Поход: Шпион среди гну» были разработаны камеры, замаскированные под черепах и крокодилов, и воздушная камера, получившая название «Стрекоза».
- В фильме «Тигр: Шпион в джунглях» обученные слоны носили и размещали «камеры-хоботы» и «камеры-бивни», в то время как «камеры-бревна» получали уникальные кадры дикой природы Индии в джунглях.

## Эпизоды
Список названий эпизодов с оригинальной датой трансляции:
- «Белая акула: Правдивая история челюстей» (14.04.1995)
- «Белый медведь: Арктический воин» (26.11.1997)
- «Крокодил: Улыбающийся хищник» (03.12.1997)
- «Леопард: Агент тьмы» (10.12.1997)
- «Орёл: Повелитель небес» (17.12.1997)
- «Горбатый кит: Гигант океана» (24.12.1997)
- «Волк: Легендарный Изгой» (31.12.1997)
- «Тигр: Неуловимая принцесса» (04.04.1999)
- «Львы: Шпион в логове» (03.12.2000)
- «Гризли: Лицом к лицу» (08.04.2001)
- «Гориллы: По следам Кинг-Конга» (03.02.2002)
- «Змея: Глазами змеи» (10.04.2002)
- «Косатка» (09.04.2003)
- «Слоны: Шпион в стаде» (20.07.2003)
- «Умные акулы: Заплыв с акулой-роботом» (03.08.2003)
- «Медведи: Шпион в лесу» (30.11.2004)
- «Поход: Шпион среди гну»

Эпизод 1: «Путешествие» (14.01.2007)
Эпизод 2: «Пересечение» (21.01.2007)
- «Тигр: Шпион джунглей»

Эпизод 1 (30.03.2008)
Эпизод 2 (06.04.2008)
Эпизод 3 (13.04.2008)
- «Рой: Невероятные вторжения природы»[1]

Эпизод 1 (04.01.2009)
Эпизод 2 (11.01.2009)
- «Белый медведь: Шпион на льду» (29.12.2010)
- «Пингвины: Шпион в толпе»

Эпизод 1: «Путешествие» (11.02.2013)
Эпизод 2: «Первые шаги» (18.02.2013)
Эпизод 3: «Взросление» (25.02.2013)
- «Дельфины: Шпион в стае»

Эпизод 1 (02.01.2014)
Эпизод 2 (09.01.2014)
- «Белый медведь, пингвин, выдра, валлаби, вомбат, кеа: Шпион в снегу» (30.12.2018)

## Награды и номинации
- «Леопард» получил награду за инновации на кинофестивале Jackson Hole Wildlife Film Festival 1998 года
- «Белый медведь» выиграл приз за лучшую фотографию в документальном фильме на BAFTA 1998 года
- «Тигр: неуловимая принцесса» выиграл в номинации за лучшую фотографию в документальном фильме на BAFTA в 2000 году
- Сцена питона, глотающего целую антилопу в «Змее», выиграла Лучший момент в документальном фильме в шоу BBC's 2002 TV Moments awards.

## Распространение
В дополнение к передаче спецвыпусков 1997 года издательство Trident Press 10 ноября 1997 года опубликовало книгу в твёрдом переплёте «The BBC Natural History Unit's Wildlife Specials» (ISBN 1-900-72416-2). Она включает предисловие от Дэвида Аттенборо, введение от продюсера сериала Кита Шолей и шесть глав о животных, показанных в этих спецвыпусках, каждая из которых написана продюсером программы о конкретном животном.
23 мая 2004 года на DVD были выпущены четыре первых выпуска: «Леопард», «Орёл», «Тигр: Неуловимая принцесса» и «Змея». Первые восемь спецпрограммы были выпущены ранее на VHS.
Другие выпуски увидели свет на DVD позже. «Львы», «Слоны» и «Медведи» вышли антологией под общим названием «Шпион в ...» 2 октября 2006 года. «Поход» и «Тигр: шпион в джунглях» был выпущен отдельно 9 июня 2008 года.